# Позитивное право
Позити́вное пра́во, положи́тельное пра́во (лат. ius positivum) — система общеобязательных норм, формализованных государством, выражающих волю суверена (в роли которого может выступать народ или монарх), либо не противоречащих данному праву, посредством которых регулируется жизнь субъектов права на некой территории, которые являются регуляторами общественных отношений и которые поддерживаются силой государственного принуждения. Может как соблюдать, так и нарушать моральные права человека с позиции моральной концепции, именуемой «Правами человека» (см. естественное право), в таких случаях правовые нормы, противоречащие моральным правам человека, называются противоправными или антиправовыми.

## Происхождение понятия
Понятие позитивного права появилось благодаря развитию естественно-правового учения, которое исходило из того, что вечное и неизменное, общее для всех народов, определяемое самой природой человека либо данное свыше — естественное право, следует отличать от искусственного действующего права, которое не только различно в каждой стране, но и постоянно изменяется по воле законодателя в связи с переменами в жизни общества.

## Правовой позитивизм
Естественное право — данное человеку от рождения, не зависящее от его воли, а позитивное право — устанавливается государственными институтами законодательной власти посредством нормативно-правовых актов.
Позитивисты и неопозитивисты придерживались легистского типа правопонимания.
В легистском правопонимании позитивное право трактуется как совокупность нормативных правовых актов государства. Также Иеринг определял право как «совокупность действующих в государстве принудительных норм». Однако, по замечанию Е. Н. Трубецкого, «государство есть прежде всего правовая организация, союз людей, связанных между собою общими началами права; ясное дело, следовательно, что понятие государства уже предполагает понятие права. Стало быть те учения, которые определяют право как совокупность норм, „действующих в государстве“ или „признанных государственной властью“, говорят на самом деле иными словами: право есть право, х = х».
Радбрух в работе «Законное неправо и надзаконное право» 1946 года возложил на юридический позитивизм ответственность за извращение права при национал-социализме, так как он «своим убеждением „закон есть закон“ обезоружил немецких юристов перед лицом законов с произвольным и преступным содержанием».

## Действующее право
Юристами понятие «позитивное право» может применяться для характеристики действующих правовых норм (лат. de lege lata «по действующему закону») и их разграничения от норм, отменённых или фактически потерявших юридическую силу, а также от представлений о нормах, ещё не принятых, но желательных в будущем, существующих только в виде проектов законов, предложений, требований, правовых идей (лат. de lege ferenda «по будущему, предполагаемому закону»).